# Steen Hohendorff
Steen Hohendorff (eller Steen Hondorf) (22. august 1625 på Rønneholm – 4. februar 1687 i København) var en dansk overrentemester og stiftsbefalingsmand, far til Lave Hohendorff.

## Karriere
Han stammede fra en i Tyskland vidt udbredt slægt, der fra Brandenburg var kommet til Danmark med hans fader, Jørgen Hohendorff, som var jægermester hos Christian IV; moderen var Helle Steensdatter Laxmand til Rønneholm. Om hans ungdomsår vides kun, at han fra 1636 til 1642 gik i skole på Herlufsholm. Siden har han sagtens fortsat sin uddannelse på sædvanlig vis ved fremmede universiteter og rejser. 1654 var han indtrådt i statstjenesten som kancellijunker, og to år efter blev han rentemester. Denne anselige stilling beholdt han efter regeringsforandringen (16. oktober 1660 medunderskriver af håndfæstningens kassation) lige til 1679, nu under titlen overrentemester, kammerråd og assessor i Skatkammerkollegiet, der blev oprettet i november 1660. Han var rentemester for hofetaten og den civile administration og blev april 1663 militæretatens rentemester. 1674-77 var han assessor i Generalkommissariatet for Landetaten.
Desuden blev han assessor i Højesteret og steg senere til gehejmeråd. Fra april 1660 var Hohendorff forlenet med Nonneklosters Len i Norge. Ved sin afgang fra skatkammeret 1679 udnævntes han til stiftamtmand i Aalborg Stift og amtmand over Aalborghus Amt, hvilket han var fra 1680 til sin død. Endelig benådedes han 1684 af Christian V med Det hvide Bånd, og han må altså antages at have sluttet sig nøje til det enevældige hof.

## Ægteskab og godser
Han ægtede 24. august 1661 på Rudbjerggård Lauge Becks enke, Margrethe Jørgensdatter Grubbe (3. juni 1628 eller 1629 på Vedbygård - 18. april1 1696 i København), der blandt andet ejede Førslevgård, som Steen Hohendorff 1685 solgte. En stor del af sit eget gods mistede han ved Skånes afståelse, men sin her beliggende hovedgård Rønneholm skilte han sig dog først ved 1683, da ethvert håb om landets generhvervelse var udslukt. Ved sin død 4. februar 1687 i København efterlod han sin enke i meget reducerede kår, som det synes. Hun døde 18. april 1696.
Han er begravet i Førslev Kirke.

## Gengivelser
Der fandtes et portrætmaleri af Abraham Wuchters (1668, kun kendt af omtale). Maleri formentlig forestillende Hohendorff (Sæbygård). Mindeplade i Førslev Kirke.